# Model Hecksher-Ohlin
El  model de Heckscher-Ohlin  tracta d'explicar com funcionen els fluxos del comerç internacional. Va ser fórmules per l'economista suec Bertil Ohlin el 1933, modificant un teorema inicial del seu mestre Eli Heckscher, formulat el 1919.
El model parteix de les teories de David Ricardo de l'avantatge comparatiu, i afirma que els països s'especialitzen en l'exportació dels béns que requereixen grans quantitats dels factors de producció en els que són comparativament més abundants; i que tendeix a importar aquells béns que utilitzen factors de producció en els que són més escassos.
Mentre que en la teoria de l'avantatge comparatiu, la causa del comerç internacional eren les diferències existents entre la productivitat del treball en els diferents països. En el model de Heckscher-Ohlin, el comerç internacional resulta del fet que els diferents països tenen diferents dotacions de factors: així hi ha països amb abundància relativa de capital i altres amb abundància relativa de treball.
Normalment els països més rics en capital s'exportaran béns intensius en capital (s'utilitza relativament més capital que treball per produir) i els països rics en treball s'exportaran béns intensius en treball (s'utilitza relativament més treball que capital per produir).
D'aquesta manera, si un país té una gran oferta d'un recurs "A", amb relació a la seva oferta d'altres recursos, es considera que és abundant en aquest recurs "A". Llavors un país tendirà a produir relativament més dels béns que utilitzen intensivament els seus recursos abundants. En conclusió els països tendeixen a exportar els béns que són intensitat en els factors amb què estan abundantment dotats.
Una indicador que mostra que un país és ric en capital és el preu dels factors. Un país (país A) és ric en capital comparat amb un altre país (país B), si el capital és relativament més barat en el país A que al país B.

## Supòsits en què es basa el model
Els supòsits en què es basa el model són els següents: 
- Des del punt de vista de la producció: 
  - Cada país produeix dos béns.
  - Hi ha dos factors de producció: capital i treball, dels quals hi ha dotacions fixes i plena ocupació.
- Les funcions de producció han de reunir els següents caràcters: 
  - Difereixen entre els diferents béns, però són les mateixes en ambdós països per a cada bé.
  - Són tals que els dos béns mostren diferents intensitats de factors.
  - Les funcions de producció són homogènies de grau un el que vol dir que hi ha rendiments constants d'escala.
- Supòsits referent a la demanda: Es compleix la llei de Walras.
- Respecte al comerç internacional: 
  - El món només té dos països.
  - El comerç entre els països és lliure i, per tant, no hi ha restriccions a aquest.
  - No hi ha costos de transport.
  - Els factors són immòbils internacionalment.
- Supòsits de caràcter institucional 
  - Hi ha competència perfecta en tots els mercats i en tots els països.
  - Els gustos estan donats i no canvien.
  - L'estructura i distribució de la renda és coneguda i fixa.